# Сутоки (Кувшиновский район)
Сутоки — деревня в Кувшиновском районе Тверской области России. Входит в Тысяцкое сельское поселение.

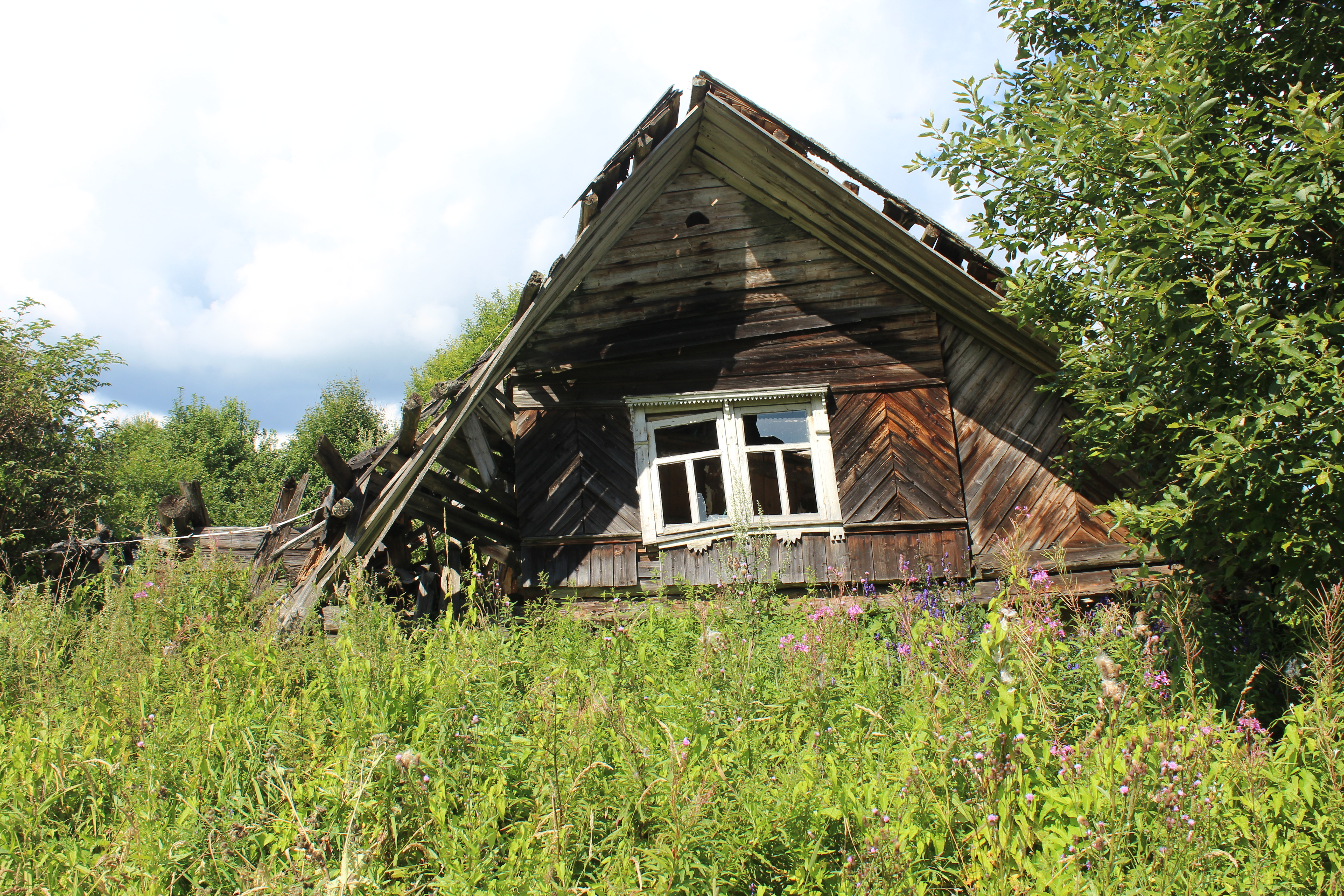
An old house in the village of Sutoki. Kuvshinovsky district. Tver region.

## География
Находится вблизи деревень Шашково - расстояние 1 километр, Карманово - расстояние 2 километра и Щетниково. 

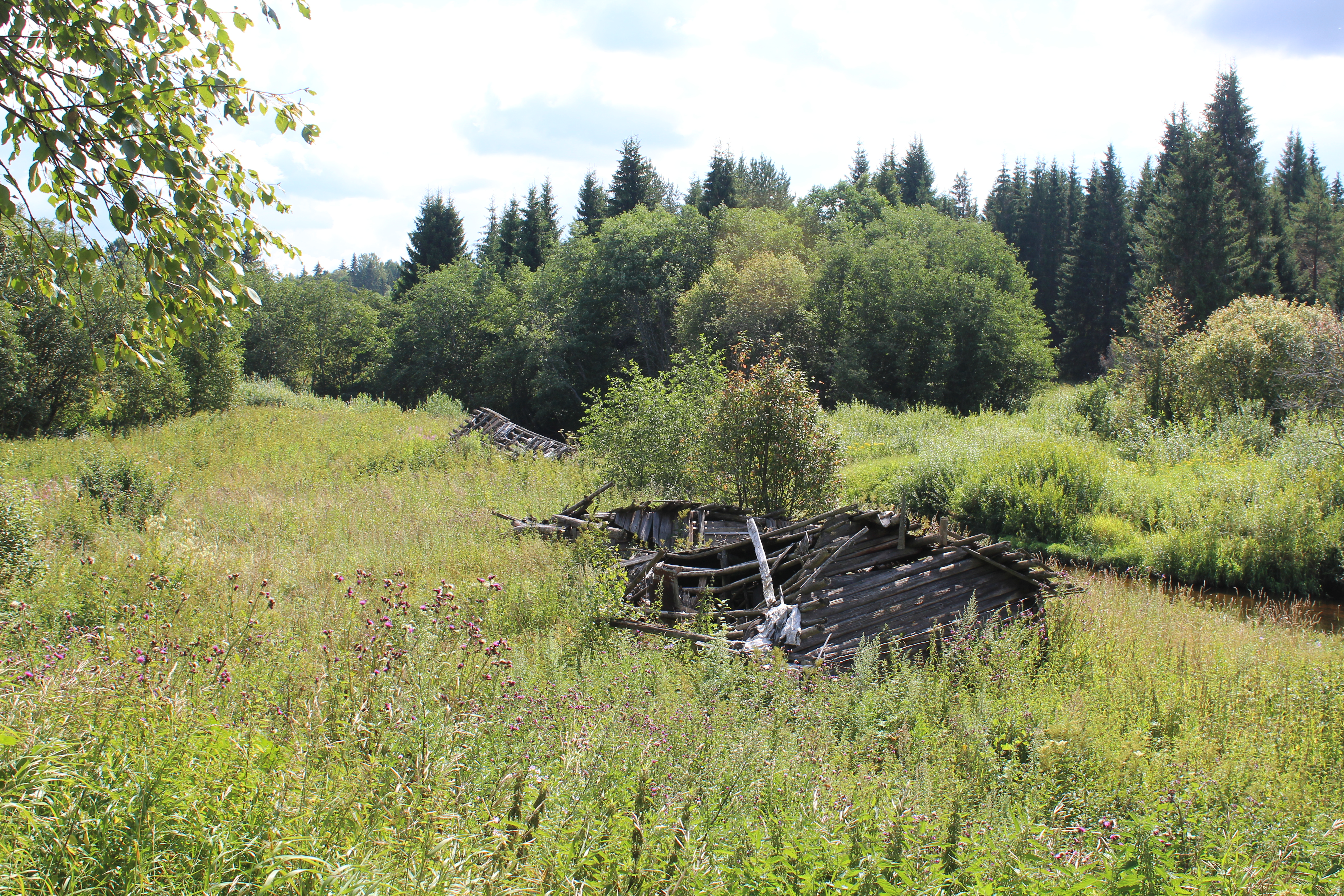
Скелет бани в деревне Сутоки. Кувшиновский район. Тверская область.

## История
Деревня находится между реками Поведь и Семынь. Реки соединяются, стекаются в пределах территории деревни, откуда и получила своё название Сутоки. В настоящее время деревня заселена дачниками.
До 2005 года входила в состав Борзынского сельского округа, с 2005 по 2015 годы — в Борзынское сельское поселение. 

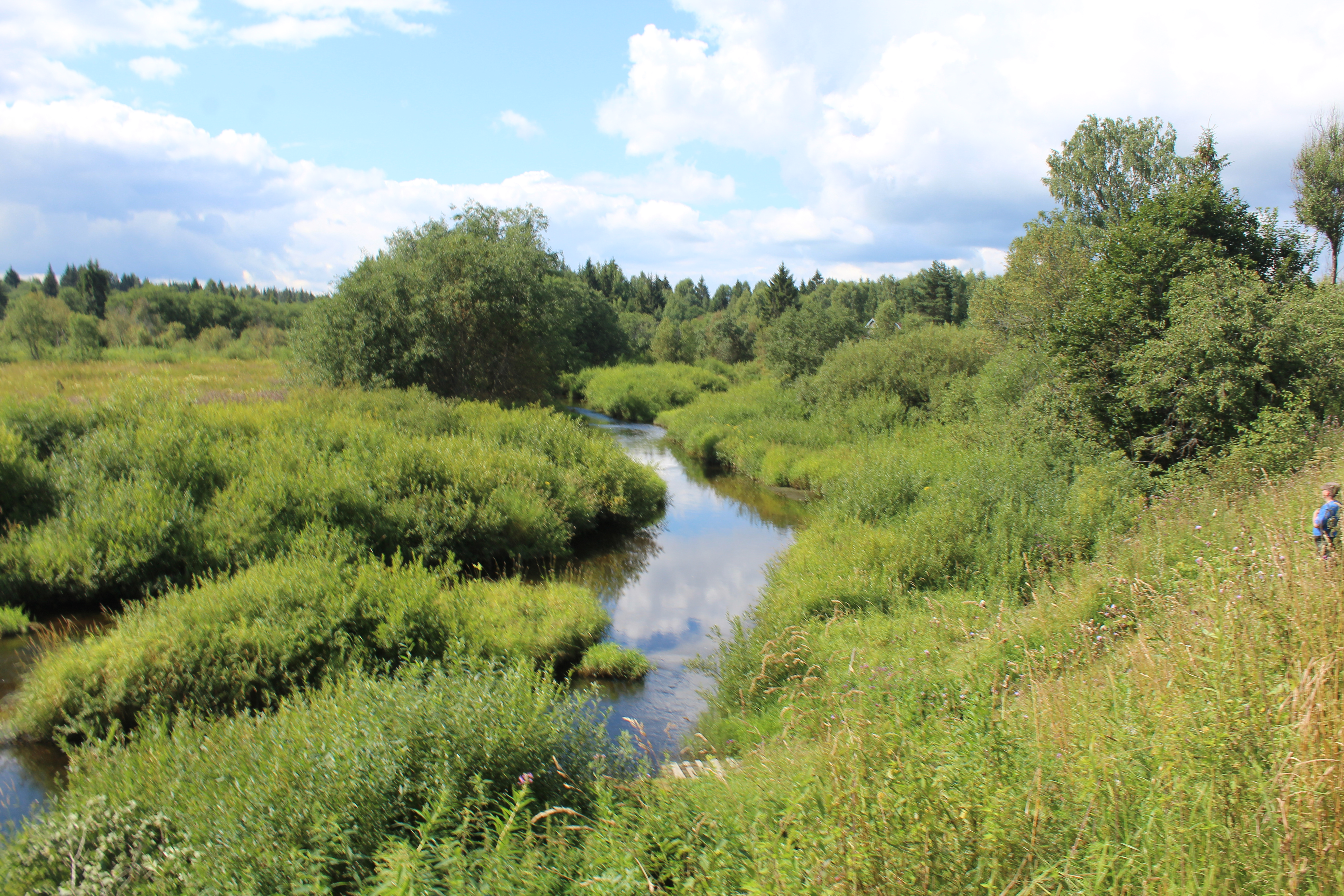
Река Поведь в деревне Сутоки. Кувшиновский район. Тверская область.

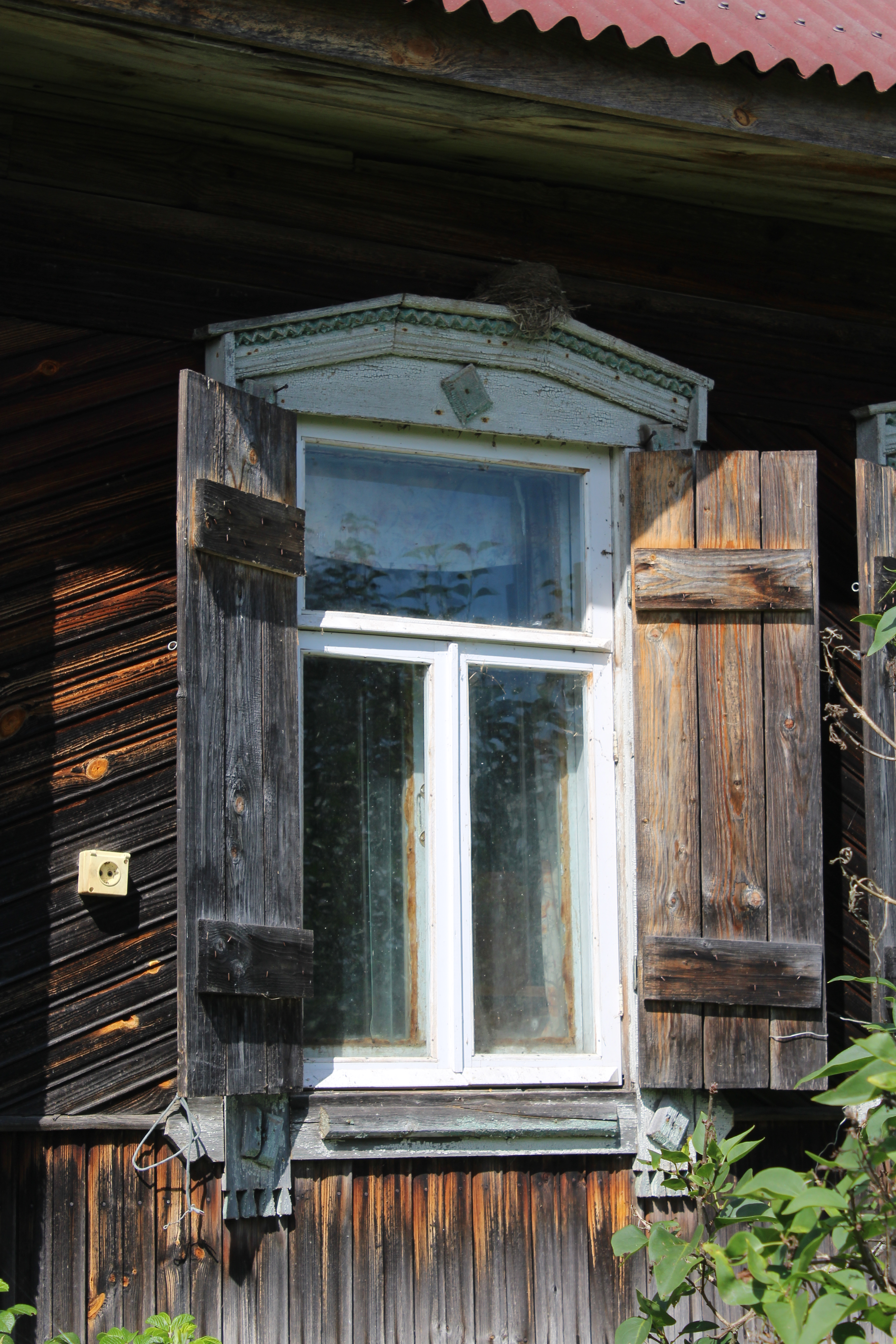
Окно дома в деревне Сутоки. Кувшиновский район. Тверская область.

Согласно Закону Тверской области от 17 декабря 2015 года № 119-ЗО, после объединения, Тысяцкого, Большекузнечковского, Борзынское и Пеньского сельских поселений деревня вошла в Тысяцкое сельское поселение.

## Население
| 2008 | 2010 |
| ---- | ---- |
| 2    | ↘1   |

## Инфраструктура
Личное подсобное хозяйство. Почтовое отделение, обслуживающее Сутоки, расположено в селе Борзыни.

## Транспорт
Добраться до деревни Сутоки можно пешком или на автомобиле по просёлочной дороге из села Борзыни расстояние 3 км. Дорога в деревню проходит через брод реки Семынь. В дожди дорога из глины сильно размывается, что осложняет возможность проезда.